# Бржозовский, Евгений Феликсович
Евгений Феликсович Бржозовский (1858 — 10 [23] июня 1907, Санкт-Петербург) — русский архитектор, мастер поздней эклектики и раннего модерна, автор ряда зданий в Санкт-Петербурге.

## Биография
Родился в 1858 году. Вольнослушатель Академии художеств с 1875 года, ученик — с 1876 года. В 1880 году окончил курс наук. Получил медали Академии: малая (1880) и большая (1882) серебряные. В 1883 году удостоен звания классного художника 2-й степени за проект «великокняжеского загородного замка».
Архитектор петербургской городской управы. Коллежский секретарь.
Проживал в Петербурге по адресу: улица Жуковского, 49 (1897—1904), улица Яблочкова, 1 (1907).
Умер 10 (23) июня 1907 года. Был похоронен в Петербурге на Выборгском римско-католическом кладбище; могила утрачена.

## Проекты и постройки

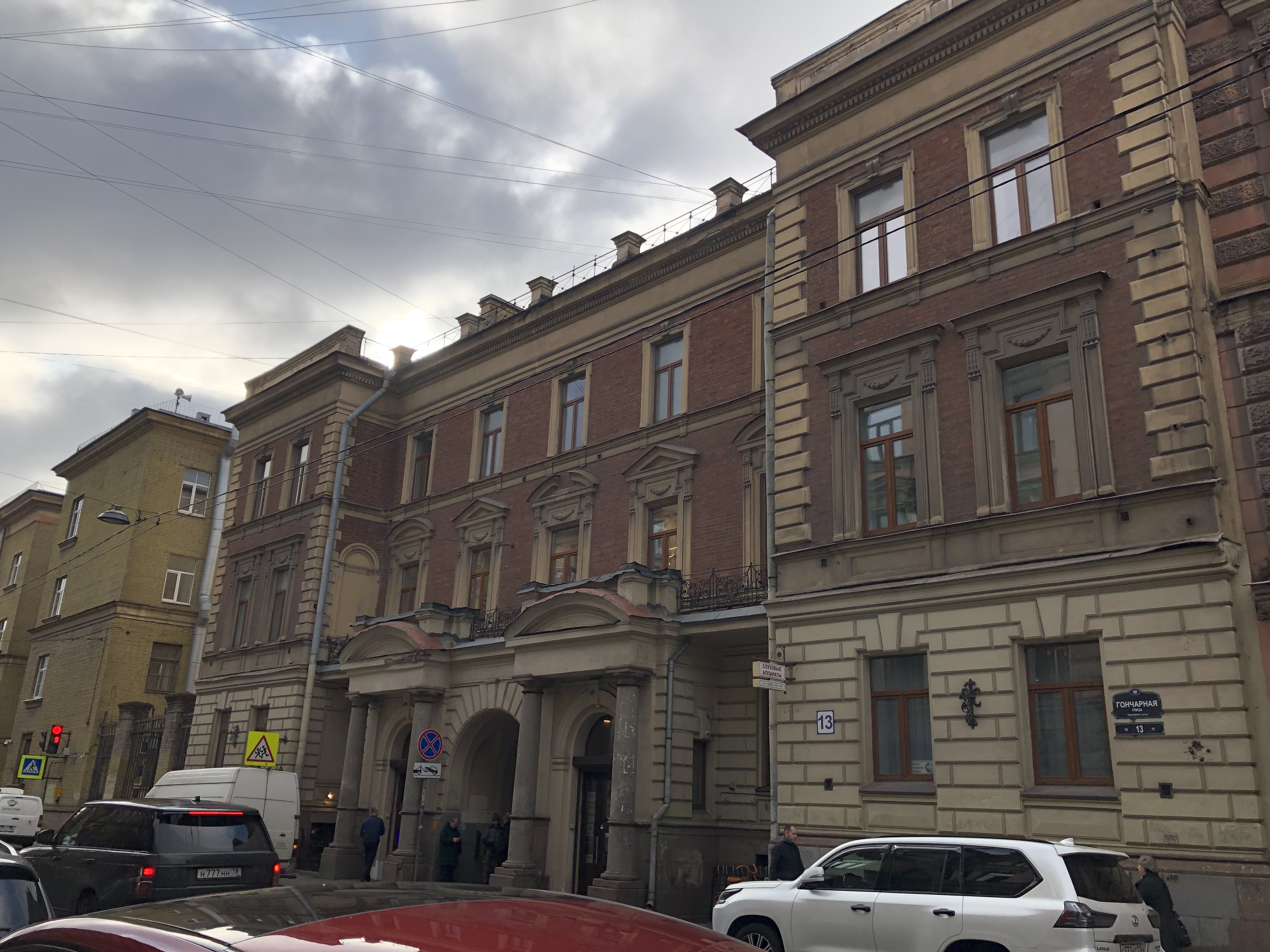
Доходный дом Ю. П. Корсака. Гончарная улица, 13 (1894)

- Доходный дом Ю. П. Корсака. Гончарная улица, 13 (1894)[4];
- Доходный дом. Нейшлотский переулок, 15в (1898)[4];
- Доходный дом. Корпусная улица, 12 / Пионерская улица, 36 (1899, 1902)[4];
- Доходный дом (перестройка). Разъезжая улица, 10 — Большая Московская улица, 15 (1901)[4];
- Доходный дом. Нейшлотский переулок, 15б (1904)[4];
- Доходный дом. Улица Куйбышева, 19 (1904—1905)[4].